# Selinum dissectum
Selinum dissectum är en flockblommig växtart som först beskrevs av Dc., och fick sitt nu gällande namn av Charles Baron Clarke. Selinum dissectum ingår i släktet krusfrön, och familjen flockblommiga växter. Inga underarter finns listade i Catalogue of Life.